# Scopula glaucescens
Scopula glaucescens là một loài bướm đêm trong họ Geometridae.